# Punchnello
У цьому корейському імені прізвище (Лі) стоїть перед особовим ім'ям.
Лі Йон Сін (кор. 이영신, нар. 28 травня 1997, Сеул, Південна Корея), більш відомий під своїм сценічним псевдонімом Punchnello (кор. 펀치넬로), — південнокорейський репер. У 2019 році він випустив свій перший мініальбом Ordinary. Пізніше того ж року він виграв реп-шоу Show Me the Money 8.

## Дискографія

### Студійні альбоми
| Назва       | Деталі                                                                  |
| ----------- | ----------------------------------------------------------------------- |
| Demon Youth | - Реліз: 30 липня 2021 - Лейбл: AOMG - Формат: CD, цифрове завантаження |

### Мініальбоми
| Назва    | Деталі                                                                  | Пікові позиції у чартах | Продажі |
| Назва    | Деталі                                                                  | KOR                     | Продажі |
| -------- | ----------------------------------------------------------------------- | ----------------------- | ------- |
| Ordinary | - Реліз: 28 січня 2019 - Лейбл: AOMG - Формат: CD, цифрове завантаження | 45                      | Н/Д     |

### Сингли
| Назва                                                                                            | Рік                    | Пікові позиції у чартах | Продажі                  | Альбом                  |
| Назва                                                                                            | Рік                    | KOR                     | Продажі                  | Альбом                  |
| Як головний виконавець                                                                           | Як головний виконавець | Як головний виконавець  | Як головний виконавець   | Як головний виконавець  |
| ------------------------------------------------------------------------------------------------ | ---------------------- | ----------------------- | ------------------------ | ----------------------- |
| «Corona» feat. Crush                                                                             | 2016                   | —                       | Н/Д                      | сингл-альбом Lime       |
| «Worth It» feat. Hoody                                                                           | 2016                   | —                       | Н/Д                      | Сингли поза альбомом    |
| «Detox»                                                                                          | 2017                   | —                       | Н/Д                      | Сингли поза альбомом    |
| «Absinthe»                                                                                       | 2019                   | —                       | Н/Д                      | Сингли поза альбомом    |
| «Blue Hawaii» feat. Crush, Penomeco                                                              | 2019                   | —                       | Н/Д                      | Ordinary                |
| «Winter Blossom» feat. SAAY                                                                      | 2019                   | —                       | Н/Д                      | Ordinary                |
| «23» feat. Sam Kim                                                                               | 2019                   | —                       | Н/Д                      | Сингл без альбому       |
| «Magma» feat. Hangzoo, Bewhy                                                                     | 2019                   | —                       | Н/Д                      | Show Me the Money 8 OST |
| «Jungle» (정글) feat. Penomeco, Sam Kim                                                          | 2019                   | —                       | Н/Д                      | Show Me the Money 8 OST |
| «Doodle» (낙서) feat. Baek Ye-rin                                                                | 2019                   | 84                      | Н/Д                      | Сингли поза альбомом    |
| «Us» feat. Meenoi                                                                                | 2020                   | —                       | Н/Д                      | Сингли поза альбомом    |
| «Fine!» feat. Kid Milli                                                                          | 2020                   | —                       | Н/Д                      | Сингли поза альбомом    |
| «Back»                                                                                           | 2021                   | —                       | Н/Д                      | Demon Youth             |
| «Boy In The Mirror» feat. Kidd King                                                              | 2021                   | —                       | Н/Д                      | Demon Youth             |
| «Who Need»                                                                                       | 2021                   | —                       | Н/Д                      | Demon Youth             |
| Колаборації                                                                                      |                        |                         |                          |                         |
| «2night» with Eddy Kim                                                                           | 2016                   | —                       | Н/Д                      | Entourage OST           |
| «S.M.T.M (Show Me the Money)» with Sleepy, Hash Swan, Olltii, Penomeco, Black Nine, Dok2, Ignito | 2017                   | 82                      | - Південна Корея: 45,420 | Show Me the Money 6 OST |
| «BAMN» with Jjangyou, Zene the Zilla, Mckdaddy                                                   | 2019                   | 77                      | Н/Д                      | Show Me the Money 8 OST |
| «Comfortable» (편해) with Donutman                                                               | 2019                   | —                       | Н/Д                      | Show Me the Money 8 OST |

## Фільмографія

### Телебачення
| Рік  | Назва               | Роль    | Нотатки           | Прим. |
| ---- | ------------------- | ------- | ----------------- | ----- |
| 2017 | Show Me the Money 6 | Учасник | Знявся зі змагань | [ 7 ] |
| 2019 | Show Me the Money 8 | Учасник | Переможець        | [ 8 ] |